# Knud Rasmussen
Knud Johan Victor Rasmussen, född 7 juni 1879 i Ilulissat (Jakobshavn), Grönland, död 21 december 1933 i Gentofte, var en grönländsk-dansk polarfarare och antropolog, som gjorde flera expeditioner till norra Grönland och norra Kanada.

## Biografi
Knud Rasmussen, som var prästson, blev student 1900 och företog redan 1901 en resa i norra Lappland, skildrad i Lapland (1907). Därefter deltog han 1902–1904 i Ludvig Mylius-Erichsens grönlandsfärd ("den litterära grönlandsexpeditionen") och vistades sista vintern hos polarinuiterna vid Kap York, där han sedermera (1910) upprättade en handelsstation som kom att få en avgörande betydelse för dessa bygders fortsatta utveckling. Resultatet av denna vistelse publicerade han i skrifterna Nye mennesker (om polarinuiterna, 1905) och Under nordenvindens svøbe (om väst- och östgrönländarna, 1906). Han sändes 1905 på nytt till Grönland för att undersöka möjligheterna av renavel och 1906–1908 (som Carlsbergfondens stipendiat) för att samla in grönländska sagor och genomföra etnologiska undersökningar. 
För att göra efterforskningar efter Mylius-Erichsens dagböcker och skaffa upplysningar om hans eftersökares, Mikkelsens och Iversens, öde anträdde han och Peter Freuchen samt två grönländare 6 april 1912 en färd från Kap York tvärs över Nordgrönlands inlandsis och kom efter 16 dagsresor – nio dagar måste de för snöstorm tillbringa i tält – till Danmarksfjorden och for därifrån västerut till Pearykanalen, som antagits skilja Peary Land från det övriga Grönland och utgöra en fortsättning av Independencefjorden till Lincolnhavet, men som befanns vara ett stort isfritt och öppet uppland, såsom även Mylius-Erichsens expedition funnit. Där uppehöll sig sällskapet över en månad med naturvetenskapliga och etnografiska samlingar, varefter återfärden anträddes till stationen Thule i Kap York dit de anlände 15 september. Färden, som i betydelse och längd (distansen var sammanlagt över 1 700 km, högsta punkten 2 225 m) var anmärkningsvärd eftersom den var baserad uteslutande på inuitutrustning, utan konservproviant och för att inuiter för första gången vågade sig upp på inlandsisen. Om denna resa utgav Rasmussen 1915 skildringen Min rejsedagbog fra den første Thuleexpedition (svensk översättning samma år). År 1913 företog han med ett par följeslagare en slädtur över inlandsisen till Danmarksfjord i Östgrönland och tillbaka till Kap York.
Efter att 1910 ha förestått anläggningen av missions- och handelsstationen Thule vid Kap York i Nordgrönland och därmed lagt grunden till erkännandet (1921) av hela Grönland som danskt ledde han tre Thuleexpeditioner till dessa trakter (den andra, 1916–1918, företog arkeologiska utgrävningar i området kring de stora fjordarna på nordkusten.) Den fjärde Thuleexpeditionen (1919) gick till Ammassalik, där sagor och myter insamlades, och under sin femte och största expedition 1921–1925 korsade han Nordvästpassagen med hundsläde och besökte alla inuitsamhällen, där han dokumenterade deras språk, folksagor och levnadssätt. 1931 färdades han från Julianehåb till Angmagssalik på Østgrønland och 1932–1933 från Kap Farvel till Scoresbysund i Østgrønland. på den sista expeditionen blev han sjuk och fick föras först till Julianehåb och därefter till Gentofte Hospital i Danmark, där han dog ett par månader senare. Han var gift och hade tre barn.
Hans expeditioner var en starkt bidragande orsak att en del av östra/nordöstra Grönland i september 1933 tillerkändes Danmark och inte Norge vid ett tvistemål i den dåvarande Haagdomstolen. 
Bland hans övriga skrifter märks Føran dagens øje (1915), Grønland længs Polhavet (1919) och Myter og sagn (1921 ff.).

## Utmärkelser
Knud Rasmussen blev hedersdoktor vid Köpenhamns universitet 1924, var hedersledamot av flera geografiska sällskap (bland annat Geografiska föreningen i Göteborg) och tilldelades 1919 Vegamedaljen i guld.
Asteroiden 3004 Knud är uppkallad efter honom.
- Vegamedaljen,  1919
- Founder’s Medal,  1923[10]
- Hans Egede-medaljen,  1924[7]
- Charles P. Daly Medal,  1924[11]
- Hedersdoktor vid Saint Andrews-universitetet,  1927[4]
- Riddare av Dannebrogorden[12]
- Riddare av Nordstjärneorden[13]
- Kommendörstecknet av Finlands Vita Ros’ orden[14]
- Kommendör av Sankt Olavs orden[13]

[Redigera Wikidata]